# Skarveskjeret
Ne doit pas être confondu avec Skarveskjeret (Øygarden).
Skarveskjeret est une île dans le landskap Sunnhordland du comté de Vestland. Elle appartient administrativement à Lindås.

## Géographie
Rocheuse et désertique, à fleur d'eau, elle s'étend sur environ 127 m de longueur pour une largeur approximative de 60 m. 